# 1800 років м. Судаку (монета)
«1800 ро́ків м. Судаку́» — ювілейна монета номіналом 5 гривень, випущена Національним банком України, присвячена одному з найстаріших міст України, відомому з ІІІ ст. н. е., — Судаку, який у давнину називався Сугдея, Солдея тощо, у давньоруських джерелах — Сурож. Місто Судак — це мальовничі природні краєвиди, унікальні рекреаційні можливості та пам'ятки архітектури, зокрема залишки генуезької фортеці XIV—XV ст.
Монету введено в обіг 17 вересня 2012 року. Вона належить до серії «Стародавні міста України».

## Опис монети та характеристики
| Номінал грн. | Метал      | Маса, г | Діаметр, мм | Якість виготовлення       | Гурт     | Тираж, штук |
| ------------ | ---------- | ------- | ----------- | ------------------------- | -------- | ----------- |
| 5            | нейзильбер | 16,54   | 35,0        | спеціальний анциркулейтед | рифлений | 30 000      |

### Аверс
На аверсі монети розміщено: угорі малий Державний Герб України, напис півколом — «НАЦІОНАЛЬНИЙ БАНК УКРАЇНИ», під яким — рік карбування монети 2012 (праворуч), фрагмент рельєфу (XV ст.) із зображенням Георгія-Побідоносця, що знайдений під час розкопок у генуезькій фортеці, на тлі муру праворуч та ліворуч — стилізована виноградна лоза, унизу напис — «5/ГРИВЕНЬ» та логотип Монетного двору Національного банку України.

### Реверс
На реверсі монети стилізовано зображено вигляд міста та пляжі з висоти муру фортеці (ліворуч) і праворуч на дзеркальному тлі моря розміщено написи «СУДАК/1800/РОКІВ» та герб міста.

## Автори

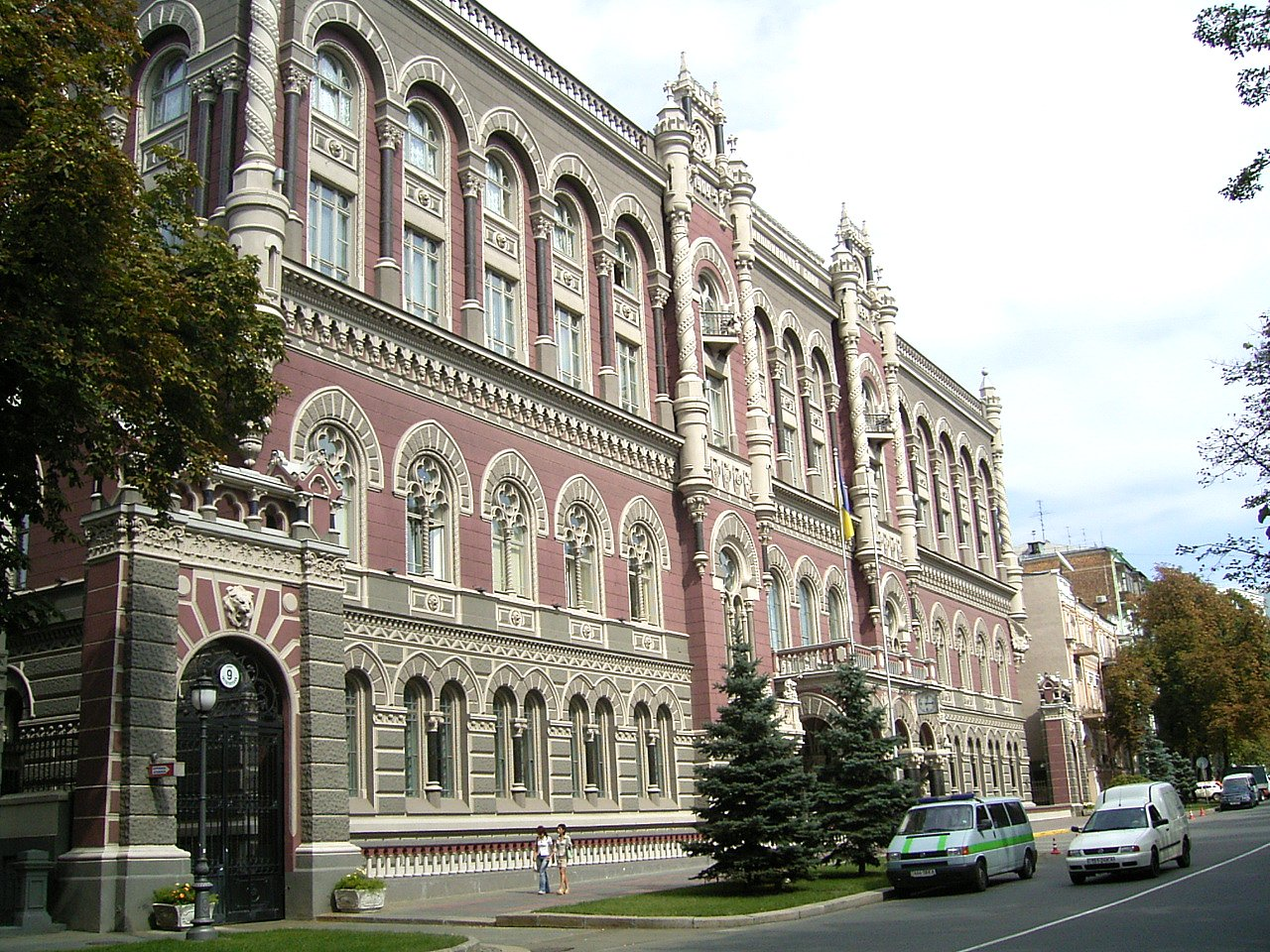
Будівля Національного банку України

- Художники: Таран Володимир, Харук Олександр, Харук Сергій.
- Скульптори: Атаманчук Володимир, Іваненко Святослав.

## Вартість монети
Під час введення монети в обіг у 2012 році, Національний банк України реалізовував монету через свої філії за ціною 20 гривень.
Фактична приблизна вартість монети, з роками змінювалася так:
| Рік        | 2013 | 2014 | 2015 | 2016 | 2017 | 2018 | 2019 | 2020 | 2021 | 2022 | 2023 | 2024 | 2025 |
| ---------- | ---- | ---- | ---- | ---- | ---- | ---- | ---- | ---- | ---- | ---- | ---- | ---- | ---- |
| Ціна, грн. | 30   | 40   | 55   | 90   | 130  | 130  | 130  | 130  | 145  | 150  | 260  | 440  | 440  |